# 道新ニュース
道新ニュース（どうしんニュース）は、北海道新聞が協力するラジオ・テレビニュースの名称である。

## 概要
ラジオは北海道放送（HBCラジオ）・エフエム北海道（AIR-G'）、テレビはテレビ北海道（TVh）・J:COM札幌などで放送されている。過去には北海道文化放送（UHB）でも放送されていた。
「道新ニュース」を名乗ってはいないが、FM NORTH WAVE（『KAT'S IN THE MORNING』内にて1日につき3回『NEWS & SPORTS HEADLINE』として。全国紙からも提供）や一部コミュニティFM局（FMいるかにおける函館新聞などの地元紙や全国紙からも提供を受ける局が多いが、FM WINGやFMおたるのように道新からのみ受ける局もある）にも北海道新聞からニュース提供が行われている。

## テレビ北海道（TVh）
開局翌日となる1989年10月2日から、『TVh道新ニュース』（ティーブイエイチどうしんニュース）の名称で2021年3月までは日曜日を除く毎日、4月以降は平日に放送されている夕方のニュース番組。過去には『TVh道新ニュースアイ』（ティーブイエイチどうしんニュースアイ）として放送されたり、平日分が『おばんでスタ!』に内包して放送されていた。2007年4月以降は平日の全国ニュース『速ホゥ!』（月 - 金）、『TXNニュース』（土）の後に放送している。
2012年10月1日から2013年3月29日の平日版は『NEWSアンサー』終了直後の17:13に30秒間「今日のラインナップ」として伝える項目を紹介していた。同年4月1日からは正式に平日版の放送時間が2分拡大され、17:13開始に変更された。
天気予報はエンディングの中で放送され、当初は平日放送分のみ放送していたが、2013年4月から2021年3月までは土曜版でも放送するようになった。
2016年11月7日より平日夕方枠に全国ニュース『ゆうがたサテライト』がスタートし、『ゆうがたサテライト〜道新ニュース〜』（ゆうがたサテライト〜どうしんニュース〜）に改題リニューアル。
2019年4月8日は、第2部を17:15 - 17:45の拡大放送。同年4月30日は第1部を休止、第2部を17:45 - 17:55に変更（ゆうがたサテライトの全国ニュース枠拡大のため。）。
2020年6月29日より平日分が『5時ナビ〜TVh道新ニュース〜』に改題リニューアルされた。
かつては土曜日も放送されていたが、2021年3月27日放送分をもって放送を終了した。現在は『TVhお天気情報』として放送している。

### 放送時間
『おばんでスタ!』放送以前
月曜 - 金曜：17:15 - 17:30、17:40 - 17:55ほか
土曜：17:25 - 17:30
2006年4月3日 - 2007年3月31日
日曜以外：17:25 - 17:30
2007年4月2日 - 2013年3月31日
月曜 - 金曜：17:15 - 17:25
土曜：17:25 - 17:30
2013年4月1日 - 2016年11月4日
月曜 - 金曜：17:13 - 17:25
土曜：17:25 - 17:30
2016年11月7日 - 2020年3月27日
月曜 - 金曜：16:50 - 16:54・17:15 - 17:25
土曜：17:25 - 17:30
2020年3月30日 - 12月25日
月曜 - 金曜：17:00 - 17:25
土曜：17:25 - 17:30
祝日（平日のみ）：17:00 - 17:10
2021年1月4日 - 3月27日
月曜 - 金曜：16:59 - 17:25
土曜：17:25 - 17:30
祝日（平日のみ）：16:59 - 17:10
2021年3月29日 - 10月1日
月曜 - 金曜：16:59 - 17:25
祝日（平日のみ）：16:59 - 17:10
2021年10月4日 - 2023年3月31日
月曜・火曜・木曜・金曜：16:59 - 17:25
水曜：16:59 - 17:23
祝日（平日のみ）：16:59 - 17:10
2023年4月3日 - 11月30日
月曜・火曜・金曜：16:59 - 17:25
水曜・木曜：16:59 - 17:23
祝日（平日のみ）：16:59 - 17:10
2023年12月1日 - 2024年6月28日
月曜・火曜・金曜：17:00 - 17:25
水曜・木曜：17:00 - 17:23
祝日（平日のみ）：17:00 - 17:10
2024年7月1日 -
月曜・火曜・金曜：17:00 - 17:19
水曜・木曜：17:00 - 17:17
祝日（平日のみ）：17:00 - 17:05

### キャスター
キャスターは原則としてTVhのアナウンサーが交代で担当するが、TVhの記者（または契約キャスター）が担当することもある。
2022年1月4日からの担当
大藤晋司
小澤良太
磯田彩実
中村秋季乃（なかむらあきの）

## 北海道文化放送（UHB）
1972年4月1日の開局から1993年3月までは『道新ニュース』として放送されてきたが、同年4月より「UHBニュース（協力 北海道新聞社）」に変更。夜間のスポットニュース枠で『協力道新』（きょうりょくどうしん）の表現を用いるが、放送内容は基本的にこれまでの『道新ニュース』時代と同じである。『協力道新』の表現は、かつては昼のニュース（『FNNスピーク』まで）にも用いられ、さらにオープニング映像にも『協力 北海道新聞』（きょうりょく ほっかいどうしんぶん）のクレジット表示がなされていたが、『FNNプライムニュース デイズ』からはテレビ欄とオープニング映像のクレジット表示がともになくなった。
なお、夜間のスポットニュースは原則としてUHBの自社制作で賄っており、フジテレビ発の『FNNニュース・明日の天気』（ - 1998年3月29日）→『FNNレインボー発』（同年3月30日 - 2014年3月31日）→『FNN NEWS Pick Up』（同年4月1日 - 2015年3月29日）→『こんやのニュース』（2015年3月30日 - 2016年10月2日）→『ユアタイム クイック』（2016年10月3日 - 2017年10月1日）→『THE NEWSα Pick』（2017年10月2日 - 2018年3月31日）は『道新ニュース』時代の日曜日及び特別に重大な事件・事故等があった場合に限りUHBでネットされ、その際もオープニングとエンディングは『UHBニュース』に差し替えられていた。
オープニングは開局から数年間、道新の印刷工場での新聞製作現場をバックにしたカラーフィルム映像にビゼー「交響曲ハ長調」第三楽章の冒頭をBGMに組み合わせていたが、70年代後半から1982年頃までは別のカラー映像に変わり、テーマ音楽もシンセサイザー系に変更された。そして1980年代 - 1990年代前半は、青地に曲線を幾重にも重ねたパターンのCGとともに、『道新ニュース』のテロップが現れる映像（テーマ音楽は引き続きシンセサイザー）となった。その代のみスキャニメイトを使用していた。

## 北海道放送（HBCラジオ）
1952年3月10日の開局以来、主にラジオで使用している。
主に道新記事を扱う『道新ニュース』と、主に『JNNニュース』などで使われるニュースを扱う『HBCニュース』のいずれかを生ワイド番組内を中心に随時放送している（早朝・夜間を除き日中は概ね毎時00分頃および30分頃）。
『道新ニュース』として放送されるのは平日 5:55（『Brand-New Morning』枠内）、9:30、11:00、12:00、13:00、15:00（9:30以降放送分は自社制作の生ワイド番組内包のため多少前後あり。また、11:00以降は時報後に放送する）および土曜7:40・日曜5:45。それ以外の時間帯のニュースは『HBCニュース』となる。なお、JNN記者リポート（録音）は2020年3月まで平日 16:00からの『夕刊おがわR』内で放送していた。
平日の8:00からはTBSラジオからのネット番組『話題のアンテナ 日本全国8時です』が放送される兼ね合いで『道新ニュース』が放送されないため、その前の7:50から代替措置として『HBCニュース』を放送している。
原則として天気予報・交通情報と抱き合わせのため、ニュースは1項目から2項目程度しか流れない。

## エフエム北海道（AIR-G'）
- 月 - 金曜：7:40※ / 8:30※ / 11:55 / 13:55 / 15:55 / 18:55（※は生ワイド番組内包のため多少前後あり）

- 土 - 日曜：10:55★ / 11:55 / 14:55★ / 16:55 / 18:55（★は『AIR-G'ヘッドラインニュース』（後述）として放送）

1982年9月15日の開局から1992年3月まで『道新FMニュース』（どうしんエフエムニュース）、同年4月以降は『道新ヘッドラインニュース』（どうしんヘッドラインニュース）の名称で放送している。なお、『JFNニュース』はネットしておらず、スポットニュースはAIR-G'の自社制作のみで賄っている。ただし、道外ニュースについては共同通信社配信のものを伝える。
2020年代の初頭までAIR-G'のタイムテーブル上では北海道新聞が提供についていたが、タイムテーブルから北海道新聞のスポンサー表記がなくなった後も番組の表題はそのままで、放送内容も従前と変わらない。ニュース終了後は北海道新聞や道新スポーツをはじめとした道新の関連刊行物及び道新が主催するイベントなどのCMが流れる。オープニングの提供読みはなく、エンディングも単に『道新ヘッドラインニュースを終わります。』（声：油谷昭雄）のコメントのみである。
道新以外の協賛社も合わせて付く場合は、前述の道新関連のCMに引き続き協賛社のCMを流し、『道新ヘッドラインニュース、○○（協賛社）の提供でお送りしました。』との提供読みが入る。
2006年頃から、一部時間帯のニュースについては『道新』の冠が取れて『AIR-G'ヘッドラインニュース』（エアージーヘッドラインニュース）となっているものがあるが、この場合は道新関連のCMは放送されない。ただし他社（北洋銀行、タナカメディカルグループなど）協賛の場合はニュース終了後に協賛社のCMを流し、「○○の提供でお送りしました。」の提供読み（声：油谷）が入る。
最終便ニュースは毎日 20:55が続いていたが、その後 20:55の枠が廃止され、2024年現在は18:55となっている。なお、国政選挙や統一地方選挙当日の場合は、最終便ニュースの後に『道新選挙速報』として正時前を中心に23:55まで随時、北海道内の開票速報を放送するが、この開票速報の際も『道新ヘッドラインニュース』のオープニングタイトルコール及びニュース内のBGMをそのまま使用する。更に選挙投開票の翌日月曜日早朝（概ね朝6 - 7時台）にはAIR-G'のスタジオに道新の編集委員を迎え、選挙結果を振り返る特別番組を放送する。
基本的にはニューススタジオからAIR-G'アナウンサー（フリーに転じた水本香里を含む）に加え、西川賢（元テレビユー福島）ら契約したフリーアナウンサーが担当している。1990年代半ばには現HBCラジオ専属パーソナリティの田村美香が担当した時期もあった。ただし、『朝MORi』内ではパーソナリティーの森基誉則が自ら読んでおり、BGMも異なるものを使用していた。後継の『Morning Morning!』も同様にパーソナリティーの猪飼雄一が読んでいるが、BGMは他時間帯と同じものに統一された。
なお、オープニングジングルの後にすぐニュースが読まれるが、水本は「時刻は〇時〇分になりました。この時間のニュースをお伝えします」の挨拶から入る。また、2023年9月をもって定年退職した油谷が担当していた当時は本編の最後に道内の天気予報（概況、道内で発令中の気象警報・注意報など）を残り時間の範囲内で簡単に伝えることが多くあった。

## ケーブルテレビ
J:COM札幌のコミュニティチャンネル（J:COMチャンネル）にて、平日は1日6回・土日は5回『北海道新聞ニュース』（文字放送）を5分間放送している。これは前身の「札幌ケーブルテレビジョン」時代より続いている。
この他、旭川ケーブルテレビでも『道新文字ニュース』（どうしんもじニュース）を放送している。

## 電光掲示板
北海道新幹線（新青森 - 新函館北斗間）の車内電光掲示板で『北海道新聞ニュース』としてニュース・天気予報を流している。
かつてはJR北海道の特急列車の一部及び快速「エアポート」のuシートで文字放送を行っており、主に道内ニュースを北海道新聞が提供してきた（『北海道新聞ニュース』のクレジットが表示された）が、2016年9月30日をもってAIR-G'が『見えるラジオ』サービスを取りやめたことから流されなくなった。